# Strauchon (rivière)
La rivière Strauchon (en anglais : Strauchon River) est un petit cours d’eau de la région de la West Coast dans l’Île du Sud de la Nouvelle-Zélande.

## Géographie
Elles s’écoule vers le sud-ouest à partir de la pointe du glacier Strauchon pour atteindre la rivière Copland à 5 kilomètres au nord-ouest du montSefton (en). L’ensemble du parcours de la rivière est située dans le Parc national de Westland Tai Poutini.